# 고베조선초중급학교
고베조선초중급학교(일본어: 神戸朝鮮初中級学校)는 일본 고베시 위치한 조선학교이다.

## 연혁
- 1945년 - 국어강습소 개설
- 1946년 - 공립학교를 빌려 조련동 고베 초등학원으로 개칭
- 1948년 - 조선학교 폐쇄령으로 일시 폐쇄
- 1949년 - 히가시고베 조선 초급학교로 재개
- 1962년 - 유치반 설치
- 1970년 - 중급부를 설치하여 히가시고베 조선 초중급학교로 개칭
- 1999년 - 니시고베 조선 초중급학교 중급부를 통합하여 현교명으로 변경

## 학과
- 중급부
- 초급부
- 유치반